# 藤原良相
藤原 良相（ふじわら の よしみ/よしあう/よしすけ）は、平安時代初期から前期にかけての公卿。藤原北家、左大臣・藤原冬嗣の五男。官位は正二位・右大臣、贈正一位。西三条大臣と号す。文徳天皇の外叔父。

## 経歴
若くして大学で学び、その弁舌は才気に溢れていた。承和元年（834年）仁明天皇に召し出されて、蔵人兼右兵衛権大尉として天皇の身近に仕える。
承和5年（838年）従五位下に叙爵し、翌承和6年（838年）に内蔵頭に任ぜられる。承和7年（840年）左近衛少将、承和8年（841年）従五位上、承和10年（843年）正五位下、承和11年（844年）蔵人頭、承和13年（846年）従四位下・左近衛中将と、仁明朝の後半は武官を務めながら順調に昇進し、承和15年（848年）には参議として公卿に列した。また、この間の承和9年（842年）に発生した承和の変に際しては、左近衛少将として近衛兵40名を率いて皇太子・恒貞親王の座所を包囲し兵仗を収めている。
嘉祥3年（850年）甥の皇太子・道康親王が即位（文徳天皇）すると、正四位下に叙され、新皇太子・惟仁親王の春宮大夫に任ぜられる。左右大弁を経て、仁寿元年（851年）に良相より先に参議に任官していた長兄・長良を越えて権中納言（同時に従三位に昇叙）に任ぜられると、仁寿4年（854年）に大納言兼右近衛大将と文徳朝でも急速に昇進し、天安元年（857年）2月に太政大臣に昇進した兄・良房の後を受けて右大臣に就任。天安3年（859年）正二位に至る。
清和朝に入ると、『類聚三代格』掲載の格の多くで上卿を務めたほか、専ら重要な政務に心を砕き、悪を正して乱れを救う事を志したと評されたように、貞観年間初頭において中納言兼民部卿・伴善男とともに太政官政治を牽引した。この頃に良相が関わったとみられる政治的動きに以下のものがある。
- 貞観元年（859年）人々が生活のために山川藪沢を利用するのを妨げない目的で、鳥類捕獲のために鷹を飼うことを一切禁止した[6]。
- 貞観4年（862年）3月に租税収取の円滑化と財源確保を目的に、畿内の租税体系（官稲出挙・徭役）の変更を実施[7]。この政策の立案者は良相と伴善男に比定されている[8]。

1. 口分田の納租を1段あたり1束5把から3束に倍増。雑色田は5把
2. 京戸の徭を免除、畿内の徭は30日を10日に軽減。例役の不足分は功食（徭役労働に対する手当・食料）を充当して使役し、年中雑用も租稲を支給
3. 一部を除いて出挙を廃止

- 貞観4年（862年）4月に参議以上の官職に就いている者に対して、時の政治に関して議論させ諸政策の効果について詳らかにせよとの詔勅が出された[9]。この際、良相は参議以外の者で意見を述べさせるべき者として、右大弁・南淵年名、山城守・紀今守、伊予守・豊前王、大宰大弐・藤原冬緒、大和守・弘宗王を推薦しているが[10]、良相自身が実態的に諮問の発議主体と想定される[11]。

さらに、貞観6年（864年）正月には清和天皇の元服に伴って娘の多美子を入内させ女御とし、皇子が誕生すれば天皇の外祖父で太政大臣であった兄・藤原良房の立場を継ぐことが可能となった。この頃の良房と良相の関係は必ずしも明らかでなく、良房からは常に警戒される存在であったともみられていたが、以下のような議論も行われている。
- 第一の皇妃候補であった藤原基経の妹・藤原高子は在原業平との恋愛問題が公知となっていて当面入内が困難であったため、良房はやむを得ず藤原北家の子女である多美子を入内させ、後々の展開を期待した（彦由三枝子）[13]。
- 良房の意中の後継者は養子の基経ではなく、10歳年下の弟の良相であり、多美子の入内実現や藤原常行の昇進が基経を上回っていたのも良房が良相－常行親子に藤原北家を継承させる考えを持っていたためである。のちに、この路線が崩壊して基経を後継者に切り替えたのは、良相が独断で源信を逮捕しようとした事が良房の反発を買った結果とする（瀧波貞子）[14]
- 彦由説と同様に多美子の入内実現は良房の意向とする。加えて、良相は一度目の致仕の上表の内容より貞観8年（866年）の春には既に病気で静養していた可能性が高く、特に良房と対立していた訳ではなく応天門の変直前より健康が悪化して政務から離れがちとなり、やがて死に至った（鈴木琢郎）[15]
- 良房の生母は良相の生母である藤原美都子ではなく藤原良世を産んだ大庭王の娘であったとし、良房と良相は異母兄弟ということなり両者の不仲の一因になった可能性がある（請田昌幸）[16]。

同年冬頃より、太政官の首班であった太政大臣・藤原良房が病に伏したことから、良相は多くの太政官符で上卿を務めるなど太政官政務を掌握しており、太皇太后・藤原順子、その信任を得ている右大臣・良相、太皇太后宮大夫を兼ねる大納言・伴善男の三者連合で政権中枢を牛耳っていたとみられる。
貞観8年（866年）3月に良相の西三条第（百花亭）に清和天皇が行幸して、40人もの文人を参加させた詩会を伴う大規模な花見の宴が開催される。しかし、この頃には良房の健康が回復していたらしく、閏3月には良房の染殿第にて天皇の行幸を伴う観桜宴が競うように開催された。こうして良房と良相の権力闘争が顕現化した中で、応天門の焼失事件が発生する。当初は自然発火的な災難とされて大般若経転読や諸神への奉幣などが行われるが、まもなく良相は伴善男の謀略に通じて左大臣・源信に対して応天門放火の嫌疑で遣使を行いその邸宅を囲ませる。しかし、これを知った良房が清和天皇に奏聞した結果、勅によって慰諭の遣使が行われて源信の嫌疑は晴れた。その後8月になって、大宅鷹取が応天門放火犯として伴善男を告発したため、伴善男に対する訊問が行われる。訊問の最中に、諸山陵に対して遣使が行われ、御陵の樹木を多く伐採したことが応天門焼失の原因である旨の告文が奉じられているが、これは良相が伴善男の無実を証明するために行ったとする見方がある。しかしここで良房が摂政に就任、伴善男の扱いは良房の裁量に委ねられることとなり、9月末には伴善男は断罪されて流罪に処され、貞観6年（864年）以来の良相-伴善男ラインによる太政官領導体制は完全に崩壊した（応天門の変）。
応天門の変後も良相は失脚はせず、10月から12月にかけて4件の格の上卿を務めている。しかし、貞観元年（859年）に良相が禁止していた鷹の飼育について、12月に一部で勅許が出るなど、かつてのような政治的影響力は既に失われていた。同月には二度に亘って致仕の上表を行うが許されず、三度目の上表でようやく左近衛大将の辞任を許され、代わりに子息の常行が右近衛大将に、直方が次侍従に任ぜられている。なお、同月には基経が末席参議から一挙に中納言に昇進、高子が女御として入内しており、良房の後継が基経であることが明確になった。
翌貞観9年（867年）10月初めに直廬で倒れ、同月10日に薨去。享年55。最終官位は右大臣正二位。即日正一位を贈られた。遺言に従って薄葬とし、一重の衾だけで棺を覆わせたという。

## 人物
幼少時から度量が広く傑出していた。仏教への信仰心が篤く、臨終に際して極楽往生を信じて疑わなかった様子は隋の姚察にもなぞらえられたという。また、長い間肉食をせず粗食で通していた事から非常に痩せており、それは終生続いたという。

## 邸宅跡から出土した仮名墨書土器
平成24年（2012年）に平安京内に存在した良相の邸宅跡（現在のＪＲ二条駅西側京都市中京区）から、平仮名が墨書された土器が発掘された。
一流の文化人が集うサロンであった事が想定される良相邸跡でのこの発見は、9世紀後半の京洛での貴族階級における平仮名ないしは国風文化の広まりを示す貴重な発見である。
即興的に詠んだ歌を平仮名でササッと私的に記すのに用いたと考えられ、平仮名は女性が書くものだったとの従来の説を覆す可能性があり、貴重な発見である

## 逸話
- ある時仁明天皇が薬石を煎じて不純物を取り除いたものを試しに近侍の者に見せて、まず嘗めてみてその精粗を教えよと命じた。しかし、気後れして誰も口に入れようとしなかったところ、良相は杯を取って全部飲み込んでしまった。天皇は薬剤の事であっても君臣の義を忘れなかったとして、良相を褒めたという。
- 良相は仏教の典籍を学び、真言に通熟していた。良相が30歳代の頃に室（大江氏）が没したが、欲望を振り払い念仏に没頭し、後室を娶る事はなかったという。
- 一族をまとめる事にも腐心し、勧学院の南側に延命院を建てて一族の学生の内で病苦があり家業がない者を養い、また、六条の邸宅を崇親院と名付けて一族の子女で自ら生計を立てられない者を養った。なお、封戸を割いて荘田に入れこれらの運営のための費用に充てたという。また、崇親院の中に小堂を建てて仏像を安置し、院に住まわせている者に毎日像を洗わせあるいは観音の名を唱えさせる等して善根を積ませた。
- 文学の士を愛好し、大学寮で学ぶ学生の中で貧しい者がいれば綿や絹を与え、冬に寒さが厳しい折には多くの服を縫って四学堂に宿直する者に遍く与えた。また、学生の内で漢詩が得意な者を召して詩を作らせ、褒美を与える事も数多くあったという。[3]
- おとぎ話「一寸法師」で、主人公の一寸法師は都に上り、京で一番大きな屋敷に住み込みで奉公するが、その屋敷の主は「三条大臣殿」で、藤原良相のことであるという。
- 貞観元年（859年）藤原氏の学問所である勧学院と療養施設である延命院の守護社として武信稲荷神社を創祀した[38]。

## 説話
以前、良相は学生であった小野篁が罪を犯した際これを弁護した事があった。後に良相は病を得て一旦死去し地獄で閻魔大王の目前に引き据えられるが、閻魔王宮の臣として裁判を手伝っていた篁の執り成しによって赦され冥界から帰還したという。

## 官歴
注記のないものは『六国史』による。
- 承和元年（834年） 正月：蔵人[40]。9月：右兵衛権大尉[40]
- 承和3年（838年） 10月7日：内蔵助[40]
- 時期不詳：正六位上
- 承和5年（838年） 正月7日：従五位下
- 承和6年（838年） 閏正月11日：内蔵頭
- 承和7年（840年） 正月30日：兼因幡介。6月10日：兼左近衛少将
- 承和8年（841年） 11月20日：従五位上
- 承和10年（843年） 正月12日：兼阿波守、正五位下
- 承和11年（844年） 正月：蔵人頭[40]
- 承和13年（846年） 正月7日：従四位下。正月13日：兼左近衛中将、内蔵頭阿波守如元
- 承和15年（848年） 正月10日：参議
- 嘉祥2年（849年） 正月：兼相模守[40]。5月：兼陸奥出羽按察使[40]。9月26日：兼右大弁、左近衛中将相模守如元
- 嘉祥3年（850年） 正月7日：従四位上。4月17日：正四位下。11月25日：兼春宮大夫（春宮・惟仁親王）。11月29日：兼左大弁、兼官如元
- 仁寿元年（851年） 12月25日：従三位、権中納言、中将大夫按察使如元
- 仁寿4年（854年） 8月28日：大納言、按察使如元。9月23日：兼右近衛大将
- 斉衡2年（855年） 正月7日：正三位
- 天安元年（857年） 2月19日：右大臣。4月19日：従二位、兼左近衛大将
- 天安3年（859年） 11月19日：正二位
- 貞観8年（866年） 12月13日：辞左近衛大将
- 貞観9年（867年） 10月10日：薨去（右大臣正二位）、贈正一位

## 系譜
『尊卑分脈』による。
- 父：藤原冬嗣
- 母：藤原美都子 - 藤原真作の娘
  - 同母兄：藤原長良
  - 同母兄：藤原良房
  - 同母姉：藤原順子
- 妻：大江乙枝の娘
  - 長男：藤原常行（836-875）
  - 男子：藤原行方
  - 男子：藤原忠方
- 生母不詳の子女
  - 男子：藤原直方
  - 長女：藤原多賀幾子（?-858） - 文徳天皇女御
  - 女子：藤原多美子（?-886） - 清和天皇女御
  - 女子：三松俊行室

9人の子女があり、長男の常行は順調に出世し若くして大納言まで昇った。しかし常行は早世してしまい、その後良相の子孫からは公卿を出せず、『大鏡』では子孫の不振ぶりが語られている。また、直方・忠方は才能と品行を称えられ、特に忠方は最も隷書に優れていたという。
なお、同母兄の良房・長良はそれぞれ文徳天皇・清和天皇に入内した娘が産んだ皇子が即位したことから天皇の外祖父となった一方で、良相の二人の娘はそれぞれ文徳天皇・清和天皇の女御となったがいずれも皇子に恵まれなかった。